# 李广臣
李广臣（1892年—1979年），河北辛集人，中华人民共和国政治人物，曾任中共旅法总支部书记。河北省侨联第一、二届主席。1954年，当选第一届全国人民代表大会代表。